# Гуманоїд

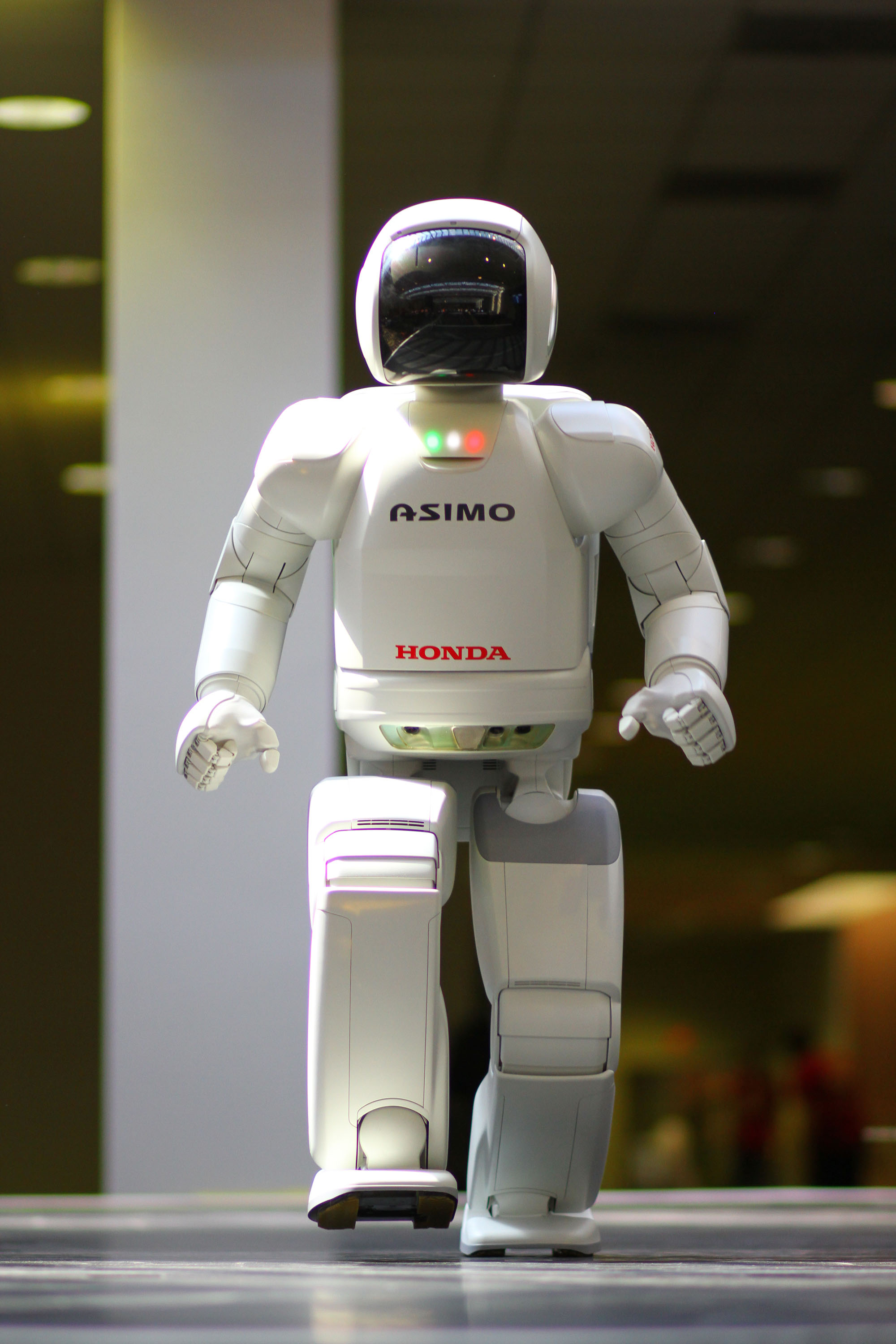
Робот-гуманоїд

Гуманоїд (лат. humanoides — подібний до людини) — людиноподібна істота. Слід зазначити, що під словом «гуманоїд» у широкому сенсі розуміють будь-які подібні істоти, такі як людиноподібні мавпи, антропоморфні роботи або міфологічні та фантастичні істоти. У вузькому же сенсі «гуманоїдами» часто називають невідомих науці істот — наприклад криптидів, таких як «снігова людина», і особливо іншопланетян, таких як «сірі прибульці», тому у побуті це слово нерідко сприймається як синонім слова «прибулець».
Про гуманоїдів у науково-фантастичному сенсі зазвичай згадується в уфологічній літературі, хоча і й не всяка поява гуманоїда супроводжується спостереженням НЛО. Так, можна стверджувати, що гуманоїди є об'єктом вивчення не тільки уфології, а й криптозоології (хоча інопланетців зазвичай не відносять до криптидів).

### Робототехніка
- Robot Info (Directory of Robotics news, books, videos, magazines, forums and products).
- Humanoid Robot Video
- Humanoid Robots in America [Архівовано 4 січня 2014 у Wayback Machine.]
- Albert S. Rosales [Архівовано 5 березня 2009 у Wayback Machine.]
- Albert Einstein Hubo: by Hanson Robotics and KAIST [Архівовано 22 лютого 2014 у Wayback Machine.]

### Уфологія
- Australian UFO Research Network
- Malevolent Alien Abduction Research Homepage